# Hans Fränz
Hans Fränz (* 28. September 1899 in Berlin; † 16. Juni 1976 in Locarno) war ein deutscher Kernphysiker und entdeckte zusammen mit Walther Bothe den Zerfall von Atomkernen unter Alphastrahlung. Er war Bruder des Elektrotechnikers Kurt Fränz. 
Fränz trat 1925 in den Dienst der Physikalisch-Technischen Reichsanstalt (PTR).
Nach seiner Promotion (1926) machte er 1928 mit Walther Bothe die ersten Untersuchungen der Zerfallsprodukte von Atomkernen unter Beschuss von Alphateilchen.
1930 wurde er Leiter des Labors für Radioaktivität an der PTR und 1949 von
Max von Laue an die neu gegründete Physikalisch-Technische Bundesanstalt berufen,
wo er von 1952 bis 1964 leitender Direktor der Abteilung für Atomphysik war und den Bau
des Braunschweiger Forschungsreaktors einleitete.
1956 übernahm er eine Honorarprofessur an der TU Braunschweig.

## Werke
- Anregung von Gasspektren durch chemische Reaktionen. Dissertation, Berlin 1926
- Künstliche Umwandlung und Anregung von Atomkernen; in Karl Scheel und  Hans Geiger, Handbuch der Physik, Bd. 22, 1933
- Korpuskeln und Quanten; in  Friedrich Kohlrausch, Praktische Physik, 22. Aufl. 1968
- Radioaktivität, Kerne; in Hermann Ebert, Physikalisches Taschenbuch, 3. Aufl. 1962